# Francesc Xavier Modolell i Lluch
Francesc Xavier Modolell i Lluch (Sant Just Desvern, Baix Llobregat, 1917 — ?, 1986) fou un escultor català autodidacte, integrant del grup Lais. La seva família tenia vinculació amb la vila de Sant Just ja des del segle xvii.
És conegut per haver realitzat part de les Escultures de l'Hospital de la Santa Creu i Sant Pau. Va participar en les Exposicions Nacionals del 1944 (Barcelona) i Madrid (1945). Va signar el conegut Manifest Negre el 1949.